# Вулиця Олега Кошового (Мелітополь)
Вулиця Олега Кошового — вулиця в Мелітополі, в історичному районі Піщане. Починається від проїзду з проспекту Богдана Хмельницького, закінчується на перехресті з провулком Бєлякова. Складається з приватного сектора.

## Назва
Вулиця названа на честь учасника «Молодої гвардії», Героя Радянського Союзу Олега Кошового.

## Історія
Рішення про прорізку та найменування вулиці було затверджене 17 вересня 1965 року.